# 올리비아 보나미
올리비아 크리스틴 마리 보나미(프랑스어: Olivia Christine Marie Bonamy, 1972년 9월 21일 ~ )는 프랑스의 배우이다.

## 출연 작품
- 게이트 크래시 (2020)
- 뜨거운 욕망 (2011)
- MR 73 (2008)
- 미녀들의 전쟁 (2008)
- 사랑을 부르는, 파리 (2008)
- 남자의 시대 (2007)
- 뎀 (2006)
- 블러디 말로리 (2002)
- 내 마음을 읽어 봐 (2001)
- 갇힌 여인 (2000)
- 모두를 위한 하나 (1999, Une pour toutes)